# Walsrode

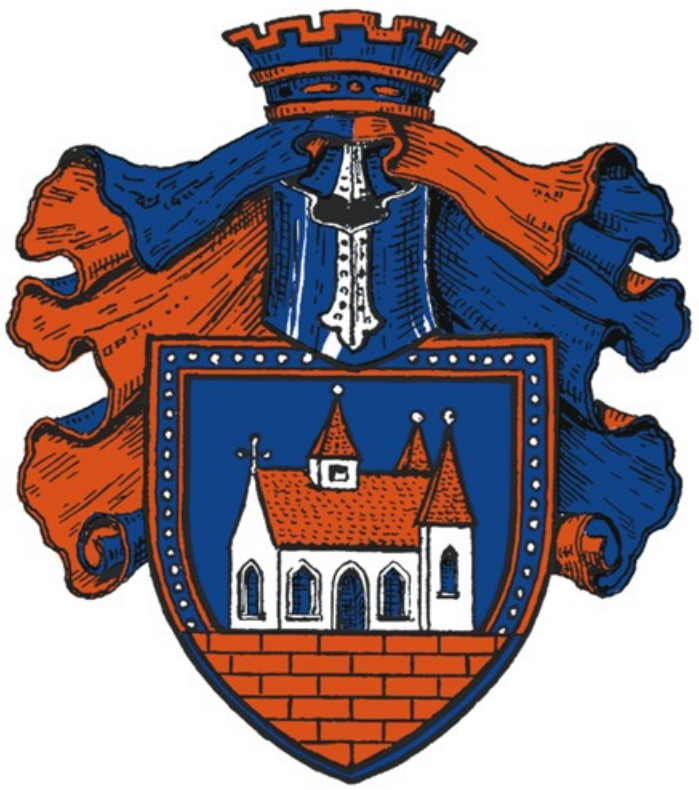
Ehemaliges großes Wappen

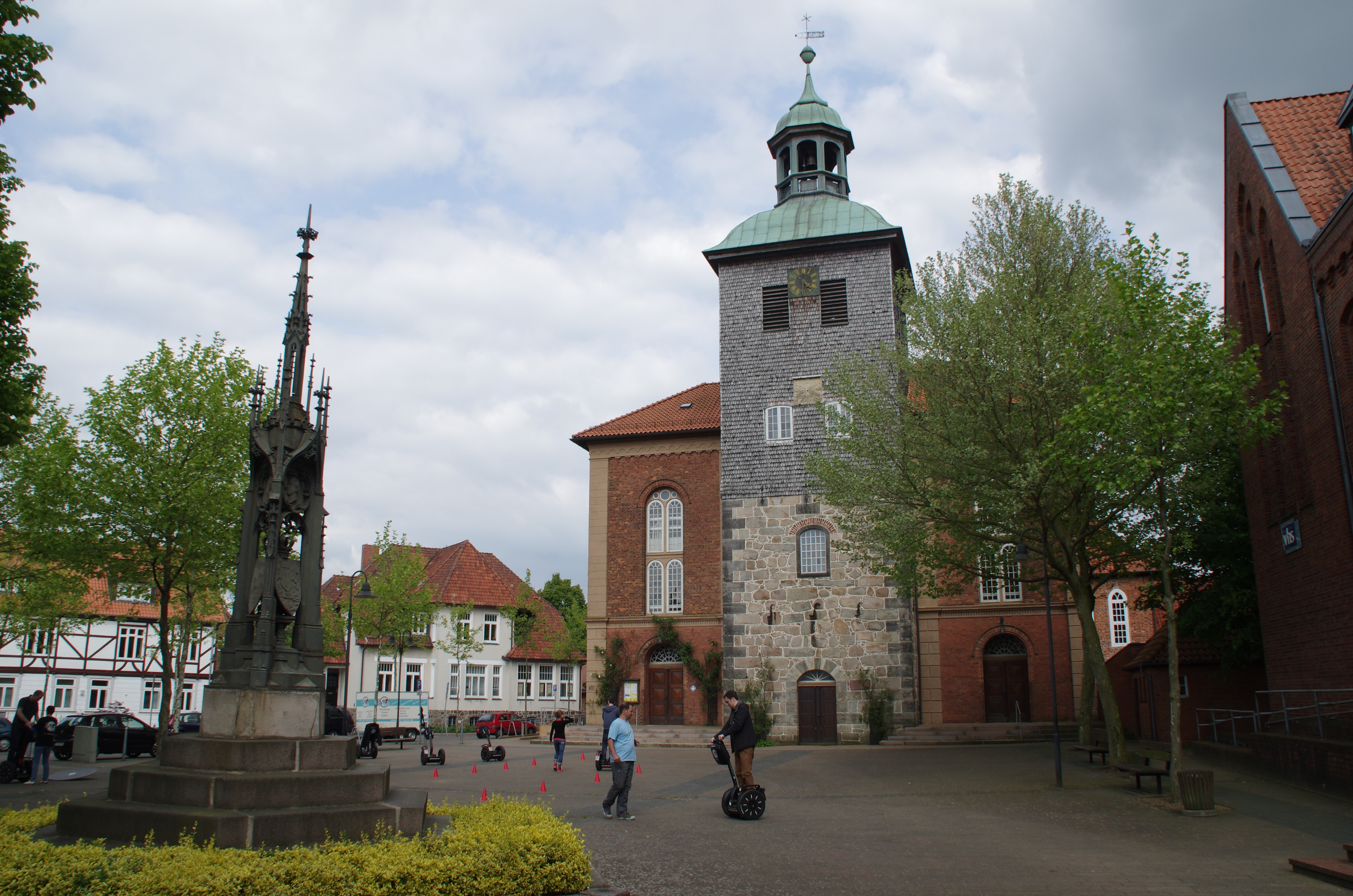
Der Kirchplatz zwischen Stadtzentrum und Kloster

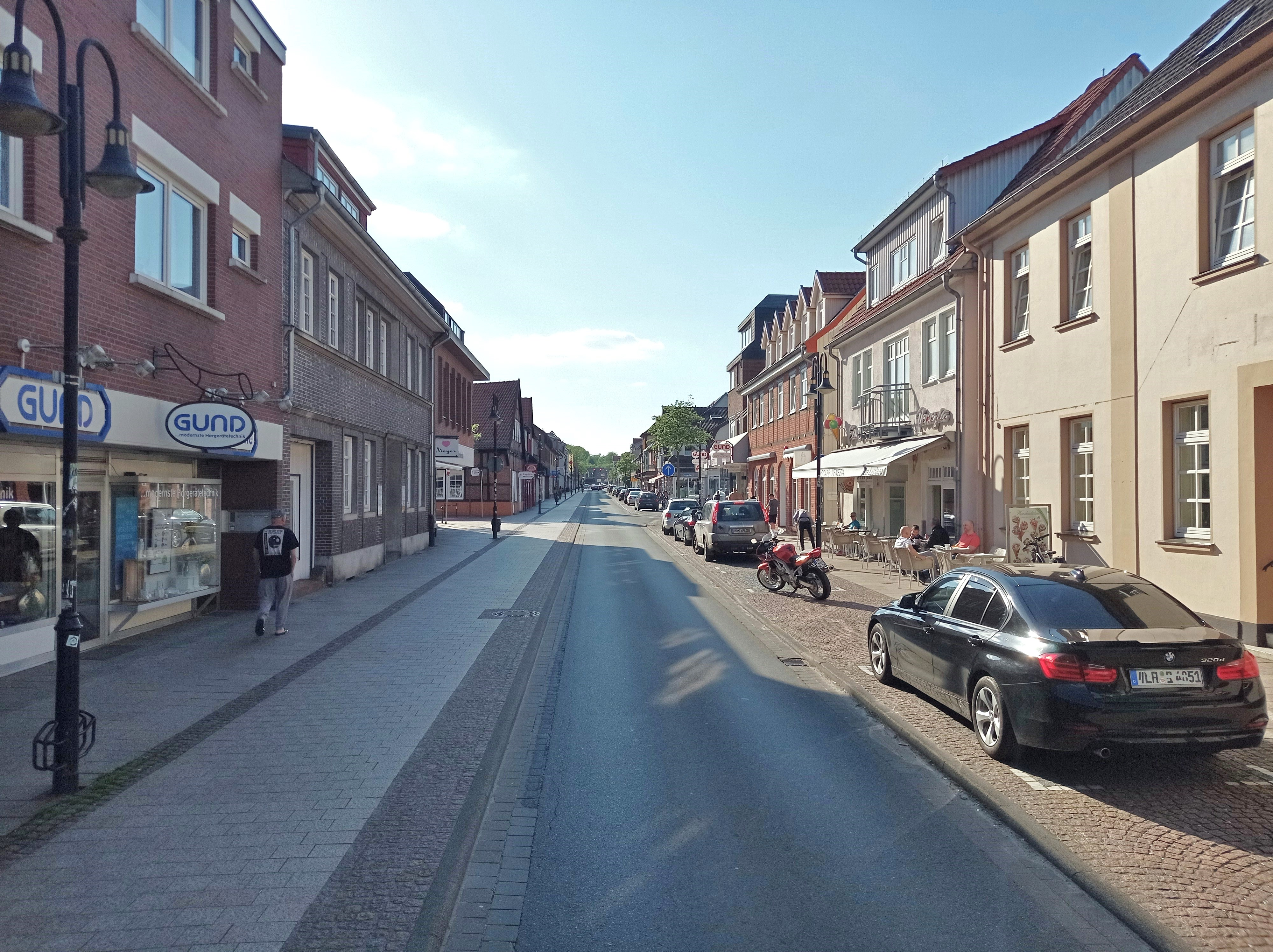
Die Moorstraße im Zentrum (Aufnahme am Wochenende)

Walsrode ist eine Stadt im Landkreis Heidekreis in Niedersachsen. Sie trägt seit 1935 den Namenszusatz Hermann-Löns-Stadt, weil der Heidedichter die Stadt in der Lüneburger Heide Anfang des 20. Jahrhunderts zu seiner Wahlheimat machte. Überregional bekannt ist die Stadt vor allem für den Weltvogelpark Walsrode, den weltgrößten Vogelpark.

## Geographie

### Geographische Lage
Walsrode liegt am Fluss Böhme in der südlichen Lüneburger Heide. Die Stadt gehört mit 334,80 km² zu den flächenmäßig größten Städten in Deutschland.

### Stadtgliederung
Zur Stadt Walsrode gehören insgesamt 31 Ortsteile. Neben der Kernstadt sind dies in alphabetischer Reihenfolge:
| - Ahrsen - Altenboitzen - Benefeld - Benzen - Bockhorn - Bomlitz - Bommelsen - Borg - Düshorn - Ebbingen | - Fulde - Groß Eilstorf - Hamwiede - Hollige - Honerdingen - Hünzingen - Idsingen - Jarlingen - Kirchboitzen - Klein Eilstorf | - Krelingen - Kroge - Nordkampen - Schneeheide - Sieverdingen - Stellichte - Südkampen - Uetzingen - Vethem - Westenholz |

### Nachbarkommunen
Direkte Nachbarkommunen sind die Stadt Visselhövede (Landkreis Rotenburg (Wümme)), Soltau, Bad Fallingbostel, der gemeindefreie Bezirk Osterheide, die Samtgemeinden Schwarmstedt, Ahlden und Rethem/Aller und die Gemeinde Kirchlinteln (Landkreis Verden).
| Verden 29 km         | Visselhövede 15 km                          | Soltau 21 km           |
| Dörverden 32 km      | Kompassrose, die auf Nachbargemeinden zeigt | Bad Fallingbostel 9 km |
| Nienburg/Weser 40 km | Hannover 62 km                              | Celle 54 km            |

### Naturraum und landschaftliche Eigenart

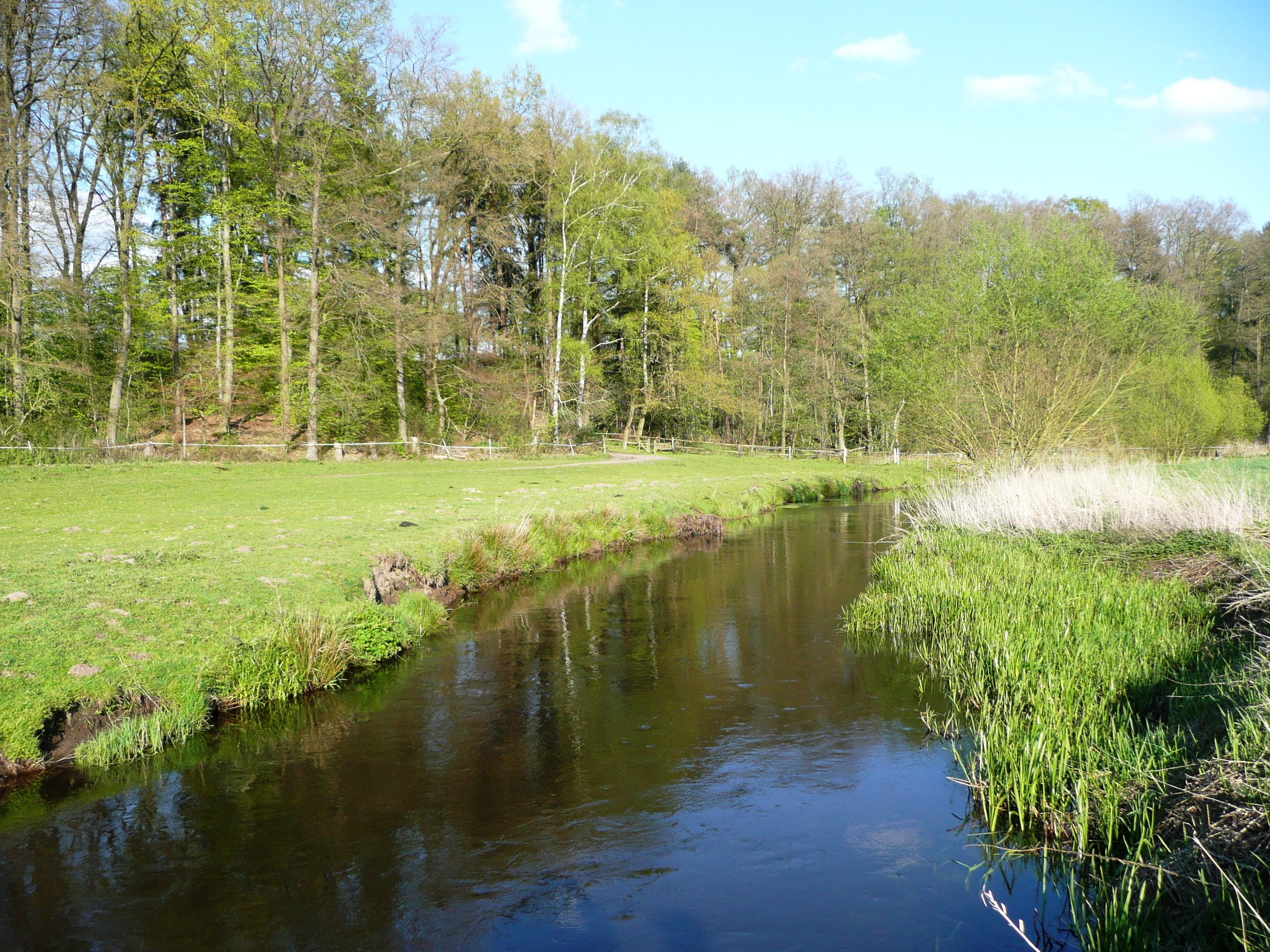
Die Böhme zwischen Lönsgrab und Elferdingen

Durch das Gebiet fließt die Böhme, der westlichste der größeren Flüsse der Südheide und natürliche Längsachse des Heidekreises. Zwischen Dorfmark und dem Walsroder Stadtteil Benzen bildet sie das Böhmeknie, dessen Charakter einschließlich der Nebentäler durch schmalere Talsohlen und teilweise steile Hänge gekennzeichnet ist. Dies gilt besonders für die Täler der Bomlitz und der Warnau im Bereich des Naherholungsgebietes Eibia/Lohheide, aber auch für das Steilufer der Fulde im Stadtwald Eckernworth. Die von den waldreichen Wiesentälern gegliederten schwachwelligen Plateaus geben dem Naturraum der Walsroder Lehmgeest (auch Fallingbosteler Lehmplatten genannt) das typische Gepräge. Die lehmigeren Teile der Hochflächen sind ackerbaulich genutzt, die sandigeren meist bewaldet. Feuchte Senken sind von anmoorigem Grünland eingenommen.
Die natürlichen Geländehöhen variieren zwischen 17 m im Südwesten (Wittmoor) und 82 m im Norden (Großer Löverschen). Die Täler weisen Steilhänge mit Höhen von bis zu 25 Metern auf.

### Geologie
Das Walsroder Stadtgebiet liegt in einer Geestlandschaft, die vor allem in der vorletzten Kaltzeit des gegenwärtigen Eiszeitalters geformt wurde. Der Untergrund besteht im Wesentlichen aus Lockermaterialien, die vom Inlandeis der Saale-Kaltzeit und seinem Schmelzwasser ab- und umgelagert wurden. Im Kerngebiet der Stadt treten allerdings tonige Gesteine des Oligozän nahe an die Oberfläche und sorgen für höhere Bodenfeuchte und ein anderes Vegetationsbild. Seen in sehr unterschiedlicher Höhenlage künden vom früheren Tonabbau in der Stadt. Das Stadtgebiet wird ansonsten von der mehrere Meter mächtigen Grundmoräne des Stadials Drenthe I unterlagert. Darüber folgen die Nachschüttsande der zurückweichenden Eisfront und dann die Vorschüttsande der sich nähernden Eisfront des Drenthe-II-Stadials, dessen dünne, an grobem Geschiebe und Findlingen reiche Grundmoräne die heutigen anlehmigen Ackerflächen der Hochflächen ausmacht. In den Tälern sind diese obere Grundmoräne und die unterlagernden, rund 20 Meter mächtigen Sande teilweise bis zur Drenthe-I-Grundmöräne abgetragen. Die Talverläufe waren teilweise vorgezeichnet durch die sich kreuzenden geradlinigen, flachen Furchen, die das überfahrende Inlandeis hinterlassen hat.
Die Grundmoräne wird besonders in den höheren Teilen überlagert von einer dünnen Sanddecke, deren zahlreiche Windausblasungsmulden kleine Moore und flachgründige Flatts enthalten. Im Norden liegt zudem der Salzstock Bommelsen, über dem im Bereich der Wisselshorst drei erdfallartige Senken mit Kleinsthochmooren entstanden sind (Großes und Kleines Wissahl) und im Bereich des Bomlitztales mehrere Hangmoore. Ob auch die 12 Meter tiefe Graffelkuhle in Schneeheide südwestlich der Kernstadt mit unterlagernden Salzstrukturen (Salzkissen Schneeheide) zu tun hat oder eher mit glazialen oder periglazialen Formungsprozessen, ist noch ungeklärt.

### Klima
Walsrode liegt in der gemäßigten Klimazone (Cfb der Klassifikation von Köppen); der maritime Einfluss geht hier bereits etwas zu Gunsten kontinentaler Klimamerkmale (größere Temperaturschwankungen) zurück.
Die Temperaturen liegen im Jahresmittel bei 9 °C, mit Höchstwerten um 22 °C in den Monaten Juli und August und mittleren Niedrigstwerten um −2 °C im Januar und im Februar. Die durchschnittlich meisten Niederschlagstage gibt es mit rund 12 im Dezember und die wenigsten im Februar, September und Oktober mit jeweils rund 9 Tagen. Die durchschnittliche Zahl der Sonnenstunden pro Tag schwankt zwischen einer Stunde (Dezember/Januar) und sieben Stunden (Mai/Juni). Die mittlere Niederschlagsmenge liegt bei 755 mm/Jahr.
Die nächstgelegene Wetterstation befindet sich rund 20 Kilometer nordöstlich in Soltau.
|                       | Jan | Feb | Mär | Apr | Mai | Jun | Jul | Aug | Sep | Okt | Nov | Dez |   |     |
| Mittl. Tagesmax. (°C) | 3   | 4   | 8   | 13  | 18  | 21  | 22  | 22  | 19  | 14  | 8   | 4   | ⌀ | 13  |
| Mittl. Tagesmin. (°C) | −2  | −2  | 0   | 3   | 7   | 10  | 12  | 12  | 9   | 6   | 2   | −1  | ⌀ | 4,7 |
|                       |     |     |     |     |     |     |     |     |     |     |     |     |   |     |
| Niederschlag (mm)     | 71  | 47  | 62  | 49  | 55  | 77  | 64  | 63  | 60  | 59  | 68  | 80  | Σ | 755 |
|                       |     |     |     |     |     |     |     |     |     |     |     |     |   |     |
| Sonnenstunden (h/d)   | 1   | 2   | 3   | 5   | 7   | 7   | 6   | 6   | 5   | 3   | 2   | 1   | ⌀ | 4   |
|                       |     |     |     |     |     |     |     |     |     |     |     |     |   |     |
| Regentage (d)         | 11  | 9   | 10  | 10  | 10  | 11  | 10  | 10  | 9   | 9   | 11  | 12  | Σ | 122 |

| −2 |

| −2 |

| 0 |

| 3 |

| 7 |

| 10 |

| 12 |

| 12 |

| 9 |

| 6 |

| 2 |

| −1 |

| −2 |

| −2 |

| 0 |

| 3 |

| 7 |

| 10 |

| 12 |

| 12 |

| 9 |

| 6 |

| 2 |

| −1 |

## Geschichte

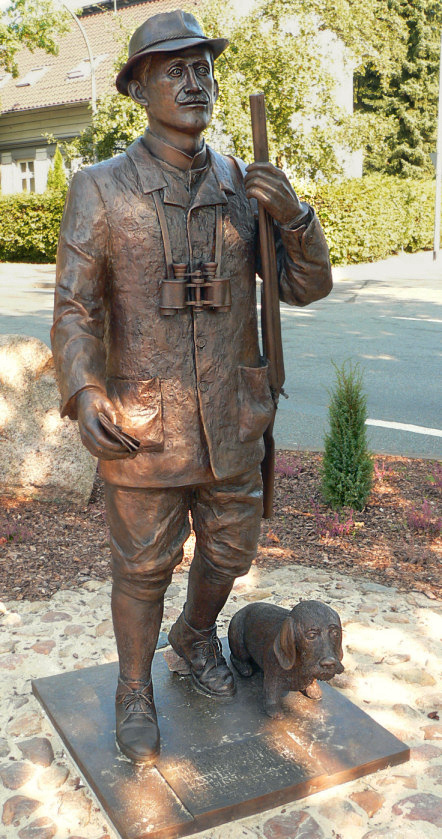
Hermann Löns als lebensgroße Bronzestatue beim Heidemuseum

### Mittelalter
Die Ursprünge des Ortes Walsrode sind nicht genau bekannt. Vermutlich wurde die Ansiedlung beim Zusammenfluss von Böhme und Fulde als sinnvoll angesehen, weil hier Furten vorhanden waren und sich an der Kreuzung wichtiger Handelswege eine Siedlung entwickeln konnte.
Die Gründung des Klosters Walsrode durch den Grafen Wale, die um 960 erfolgte, kam die Entwicklung der Ansiedlung zugute. Nach der Gründungslegende musste Graf Wale die Borger Burg an der Böhme verlassen und blieb in der Gegend des heutigen Walsrode mit seinem Wagen im Morast stecken. Er sah das als göttliches Zeichen an, den Ort zu kaufen und dort ein Kloster zu gründen. Diesen Ort, nahe den dort schon bestehenden sieben Höfen Rodinghe, habe er Walesrode genannt. Gleichfalls heißt es, dass die Grundmauern des Klosters Walsrode aus den Steinen der Borger Burg errichtet worden sein sollen. Erstmals erwähnt wird das Kloster in einer Urkunde, die mit dem 7. Mai 986 datiert wurde. Auch wenn es sich dabei um eine mittelalterliche Fälschung handelt, sind hier offenbar echte Traditionen eingeflossen. Deshalb wird das Jahr 986 nach wie vor als das Jahr der Ersterwähnung angesehen.
Eine Burg in Walsrode wird nur ein einziges Mal im Jahr 1380 genannt, und zwar bei den Schlössern der Lüneburger Sate, welche das Herzogtum Lüneburg besaß. Die Burg stand auf dem Gelände des heutigen Hotels Hannover, im 19. Jahrhundert sollen noch Reste vorhanden gewesen sein.
Die bäuerliche Siedlung Walsrode geriet ab 1371 immer wieder in die militärischen Auseinandersetzungen des Lüneburger Erbfolgekrieges. Der Ort war den häufigen Plünderungen und Brandschatzungen der Truppen hilflos ausgeliefert und wurde am 28. Dezember 1381 wegen dessen Unterstützung der Sachsenherzöge von Bremer Soldaten niedergebrannt. Für die Treue der Bewohner verliehen die Sachsenherzöge Kurfürst Wenzel I. und Albrecht von Sachsen-Wittenberg am 22. Juli 1383 Walsrode die Weichbildgerechtigkeit, eine Form des Stadtrechts. Damit konnten die Bürger Schutzmaßnahmen in Angriff nehmen. Als Stadtbefestigung legten sie einen großen Graben an und errichteten vier Stadttore. Das Stadtrecht wurde dann wiederholt im 15. Jahrhundert von den Herzögen von Braunschweig und Lüneburg bestätigt.

### Neuzeit
Die Reformation Martin Luthers setzte sich im Raum Walsrode nur sehr langsam durch. Der Landesfürst Ernst I. (der Bekenner) schickte um 1528 den Prediger Henning Kelp nach Walsrode, damit das Kloster von den „päbstlichen Irthühmern reformiret“ werde. Die Gegenwehr der Kanonissen und die Distanziertheit der Landbevölkerung hielten aber noch jahrzehntelang an. Erst 1574 galt die Reformation auch im Kloster Walsrode als abgeschlossen.
Religiöse Konflikte blieben in Europa aber an der Tagesordnung und führten 1618 schließlich in den verheerenden Dreißigjährigen Krieg, von dem auch die Heideregion nicht verschont blieb. So fielen Truppen des Feldherrn Tilly 1626 in Walsrode ein, brannten die Lange Straße mit dem Rathaus nieder und plünderten die Stadt aus. Die Soldaten brachten auch die Pest in die Stadt, was zahlreiche Todesopfer zur Folge hatte. Nur langsam erholte sich Walsrode von den Kriegsfolgen, begann aber im ausgehenden 17. Jahrhundert mit zahlreichen Handwerksbetrieben wieder aufzublühen. So errichtete der Lachendorfer Papiermachermeister Gabriel Pfuhl an der Bommelse eine Papiermühle und betrieb sie ab 1681, ebenso wie ab 1685 die bis dahin von seinem Vater gepachtete Walsroder Papiermühle.
Einen dramatischen Einschnitt für Walsrode bedeutete der große Stadtbrand am 6. Juli 1757, der fast 95 % aller Häuser vernichtete. In einem großen Wiederaufbauprogramm wurde das Stadtgebiet deutlich vergrößert, die Straßen erheblich verbreitert und Bauvorschriften erlassen, die das Brandrisiko verringerten. Bis zum ausgehenden 18. Jahrhundert erhielt die Stadt Walsrode eine neue bauliche Gestalt, die ihr Zentrum bis heute in weiten Teilen prägt. Die zuvor giebelständige Ausrichtung der Häuser wurden durch eine traufständige ersetzt.
Mitte 1803 war Walsrode erneut von kriegerischen Auseinandersetzungen betroffen. Soldaten Kaiser Napoleons wurden in der Stadt einquartiert und übernahmen die Kontrolle der Verwaltung. 1810 wurde die Böhme sogar für mehrere Jahre zum Grenzfluss zwischen dem Kaiserreich Frankreich und dem 1807 neu geschaffenen Königreich Westphalen. Anfang Oktober 1813, kurz vor der entscheidenden Völkerschlacht bei Leipzig, vertrieben russische und preußische Truppen die Franzosen endgültig aus der Stadt.
Mit der Bildung des Königreichs Hannover im Oktober 1814 wurden in der Region auch wieder vermehrt Betriebe gegründet und ein wirtschaftliches Wachstum eingeleitet. So investierte der Walsroder Kaufmann August Wolff 1815 in den Aufbau der Pulvermühle in Bomlitz, aus der sich eines der bedeutendsten Unternehmen der Region entwickelte. Die Firma Wolff (heute Industriepark Walsrode) führte im Laufe der Zeit zu weiteren Industrieansiedlungen in Walsrode. Zeitweilig war die Pulverfabrik der Alleinlieferant für das Schwarzpulver der Hannoverschen Armee. Aufgrund dieser bedeutenden Stellung hatte die Familie Wolff auch immer wieder Besuch von den Königen von Hannover. Im September 1863 feierte der Kronprinz Ernst August mit der ganzen königlichen Familie in Walsrode sogar seine Volljährigkeit, woran das sog. Volljährigkeitsdenkmal auf dem Kirchplatz bis heute erinnert. Mit der Annexion des Königreichs Hannover durch Preußen im Oktober 1866 veränderten sich die Herrschaftsverhältnisse gravierend, aber die Bevölkerung der Region blieb dem Welfenhaus noch lange mehrheitlich verbunden.
Die Firma Wolff & Co. in Bomlitz vergrößerte sich in der Folgezeit immer weiter, wodurch der Ort 1883 als selbständiger Gutsbezirk erstmals seine kommunale Eigenständigkeit erhielt. Das Unternehmen führte in dieser erfolgreichen Zeit dann auch die elektrische Beleuchtung in Walsrode ein und zwar zunächst in der Sägerei und Tonnenfabrik. Einen starken Aufschwung erlebte Walsrode durch die Anbindung an das Eisenbahnnetz ab 1890. Es erfolgte zuerst der Anschluss an die Bahnstrecke Hannover – Visselhövede, deren Fortsetzung nach Bremerhaven nur als Teilstrecke verwirklicht wurde. Zusammen mit der später in Walsrode abzweigenden Strecke nach Soltau ergab sich später die Heidebahn von Hannover nach Hamburg. Auch die medizinische Versorgung verbesserte sich mit der Fertigstellung eines neuen Krankenhauses im Jahr 1894.

### 20. und 21. Jahrhundert
Im ausgehenden 19. Jahrhundert kamen zunehmend Bestrebungen auf, die Walsroder Vororte Vorbrück und Vorwalsrode mit Walsrode zu vereinigen. Doch zog sich der Prozess über 40 Jahre hin und konnte erst 1929 abgeschlossen werden.
Nach der Machtübernahme Hitlers und der NSDAP war auch der Raum Walsrode in die Aufrüstung der Wehrmacht eingebunden. In Bomlitz wurde 1938 als Tochterunternehmen der dortigen Wolff & Co. die Eibia G.m.b.H. für chemische Produkte gegründet. Für die Produktion von Schießpulver waren Tausende Arbeitskräfte erforderlich, und das NS-Regime ließ daher in Walsrode und Benefeld große Siedlungskomplexe und Unterkunftslager für die Fremd- und Zwangsarbeiterinnen und -arbeiter aus über 20 Ländern errichten.
In der Zeit des Nationalsozialismus wurden auch in Walsrode Menschen verfolgt, wovon heute sechs Stolpersteine in Walsrode zeugen.
Nach dem Zweiten Weltkrieg fanden ab 1945 in den Siedlungen und Lagern Tausende Flüchtlinge eine neue Bleibe und veränderten die Bevölkerungsstruktur in der Region nachhaltig. Die meisten Gebäude der Eibia wurden durch die Britische Armee im angetroffenen Betriebszustand gesprengt. Danach beherbergte das Verwaltungsgebäude für 2 Jahre das Spruchgericht Benefeld-Bomlitz, und in den 1960er Jahren verhinderte die Gemeinde Bomlitz den Bau einer Kaserne. Erst nach aufwändigen Räumungs- und Sanierungsmaßnahmen im Jahre 1989 konnte das heutige Erholungsgebiet Eibia/Lohheide gestaltet werden. In der Wirtschaftswunderzeit der 1950er Jahre wuchs das Bomlitzer Unternehmen Wolff & Co. rasch zum größten Arbeitgeber der Region heran, wovon auch die Stadt Walsrode profitierte. Östlich des Bahnhofs Walsrode etablierte sich 1957 ein Standort des Bundesgrenzschutzes, aus dem sich ein Aus- und Fortbildungszentrum (AFZ) der Bundespolizei entwickelte. Der Ausbau des Autobahnnetzes wurde vorangetrieben, und mit dem Walsroder Autobahndreieck entstand 1964 ein verkehrstechnischer Knotenpunkt, der u. a. für eine gute Anbindung an die umliegenden Großstädte sorgt. Die Niedersächsische Landesregierung begann zeitgleich, verstärkt über die kommunale Neuordnung nachzudenken.
In der Nachbargemeinde Bomlitz schlossen sich bereits 1968 vier Gemeinden freiwillig zur Großgemeinde Bomlitz zusammen. Walsrode folgte 1970 mit dem Zusammenschluss von neun Gemeinden zur Samtgemeinde Walsrode. In der 1974 abgeschlossenen Gebietsreform wurden in der Gemeinde Bomlitz vier weitere und in der Stadt Walsrode insgesamt 22 Gemeinden eingegliedert. Schon im Jahr zuvor gab es im Niedersächsischen Landtag Überlegungen, eine weitergehende Gebietsreform im Raum Walsrode, Fallingbostel und Bomlitz vorzunehmen. Ernstlich verfolgt wurde diese Idee allerdings erst ab 2007, scheiterte aber im Jahr darauf am „Nein“ der Stadt Bad Fallingbostel. Daraufhin intensivierten die Stadt Walsrode und die Gemeinde Bomlitz ihre Zusammenarbeit, die ab 2017 in einen Fusionsprozess mündete, der in bemerkenswert kurzer Zeit erfolgreich abgeschlossen werden konnte.  Seit dem 1. Januar 2020 gehört die ehemalige Gemeinde Bomlitz zur Stadt Walsrode, die nun aus 31 Stadtteilen besteht.

## Religion

### Christentum
Die Mehrzahl der konfessionell gebundenen Einwohner gehören zur Evangelisch-lutherischen Kirche. Im Stadtgebiet gibt es mehrere Kirchengemeinden, die zum Kirchenkreis Walsrode gehören.
Die Angehörigen der römisch-katholischen Konfession gehören zur römisch-katholischen Pfarrgemeinde „Sankt Maria vom heiligen Rosenkranz“ in Walsrode, der im August 2004 die bis dahin selbstständigen katholischen Kirchengemeinden „Sankt Maria von den sieben Schmerzen“ in Bad Fallingbostel und „Heilig Geist“ in Bomlitz-Benefeld mit „Herz Jesu“ in Visselhövede angegliedert wurden. Die Gemeinde gehört zum Dekanat Verden im Bistum Hildesheim.
Im Stadtteil Krelingen befindet sich das überregional bekannte Geistliche Rüstzentrum Krelingen.
Mit der Evangelisch-Freikirchlichen Gemeinde (Baptisten), der „Agape evangelische Gemeinschaft“ und der Auferstehungsgemeinde im Ortsteil Uetzingen gibt es drei evangelische Freikirchen im Walsroder Stadtgebiet.

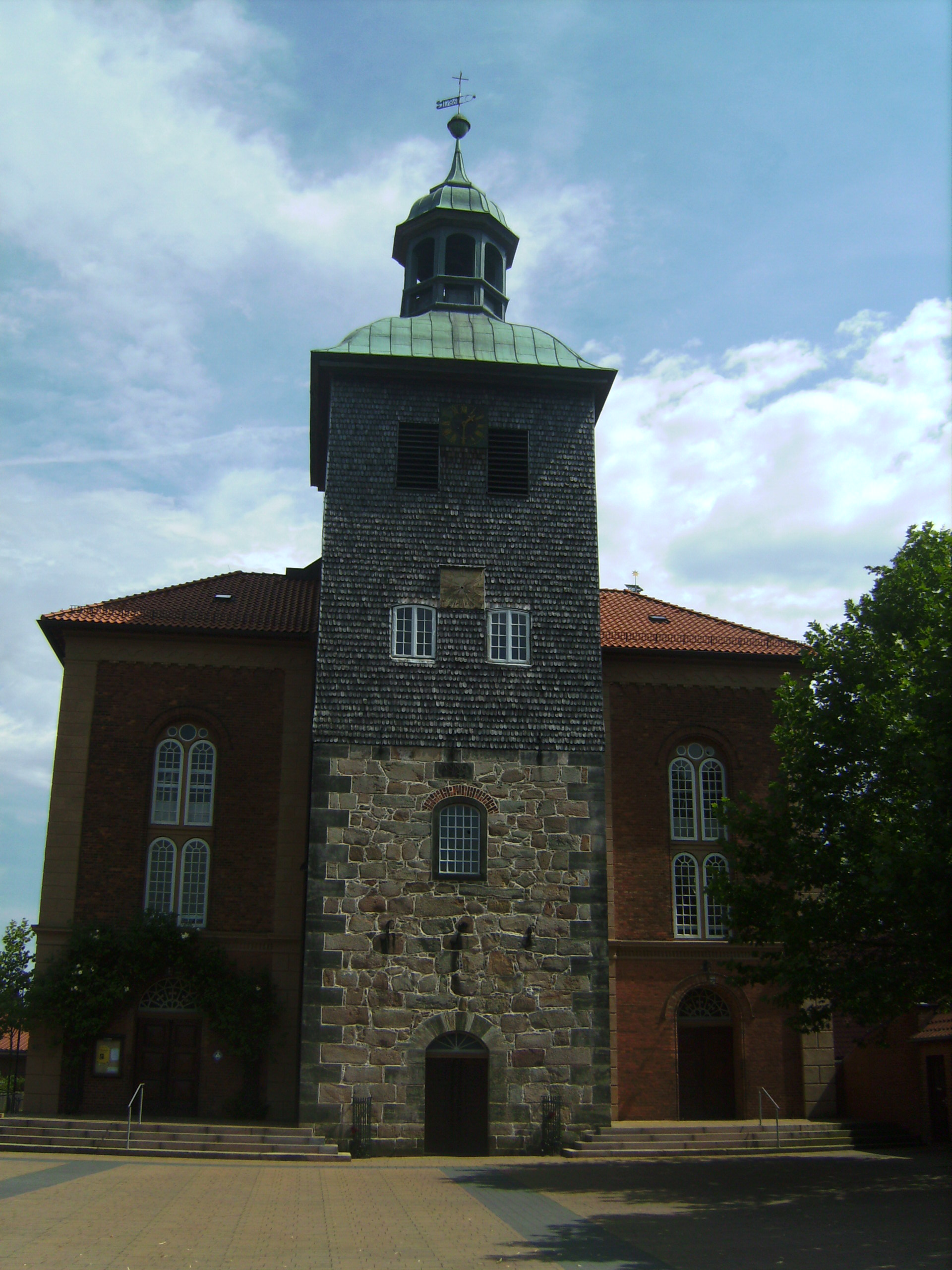
Evangelisch-lutherische St. Johannes-der-Täufer-Kirche in Walsrode
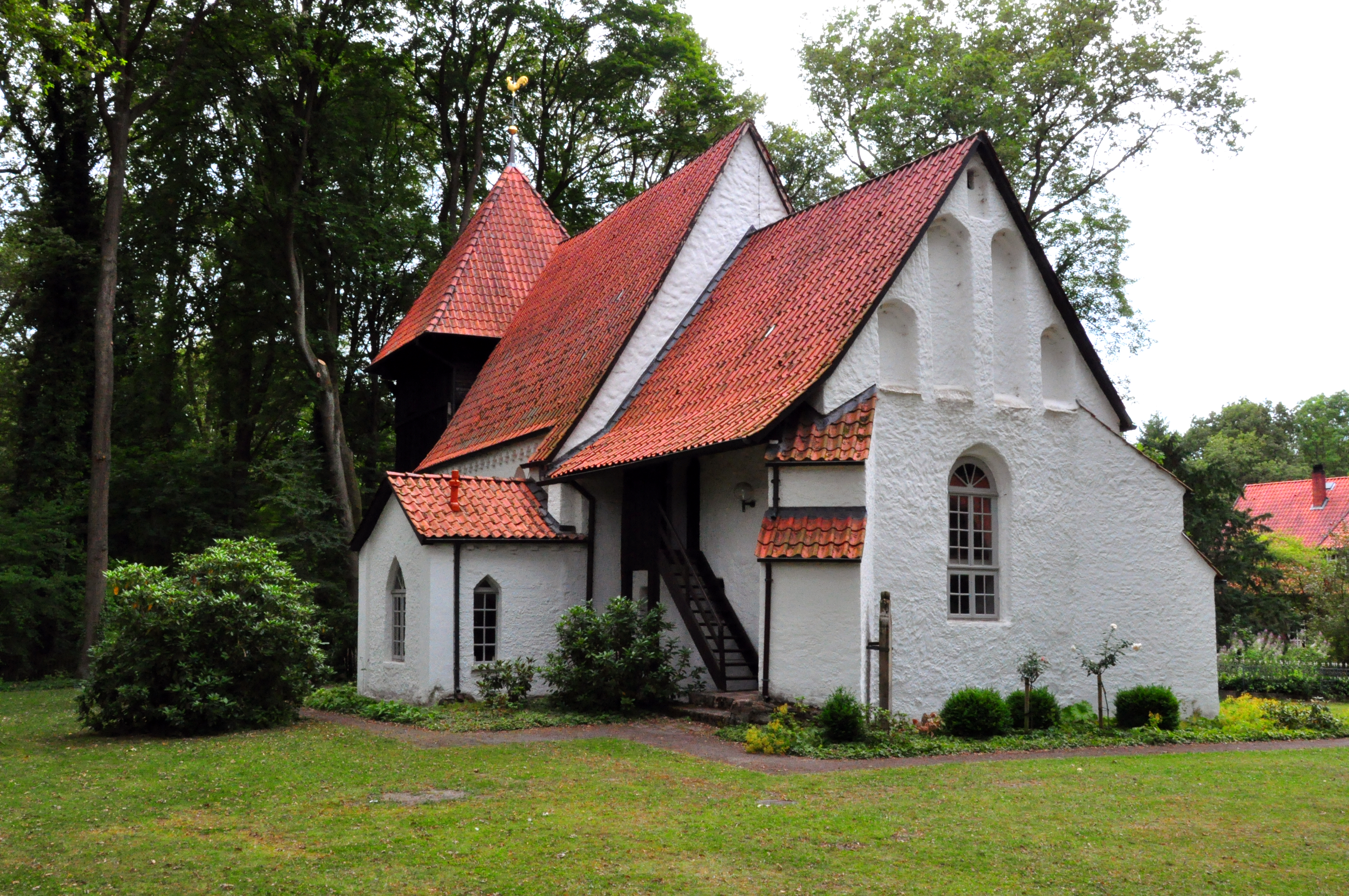
Evangelisch-lutherische St.-Georg-Kirche in Meinerdingen
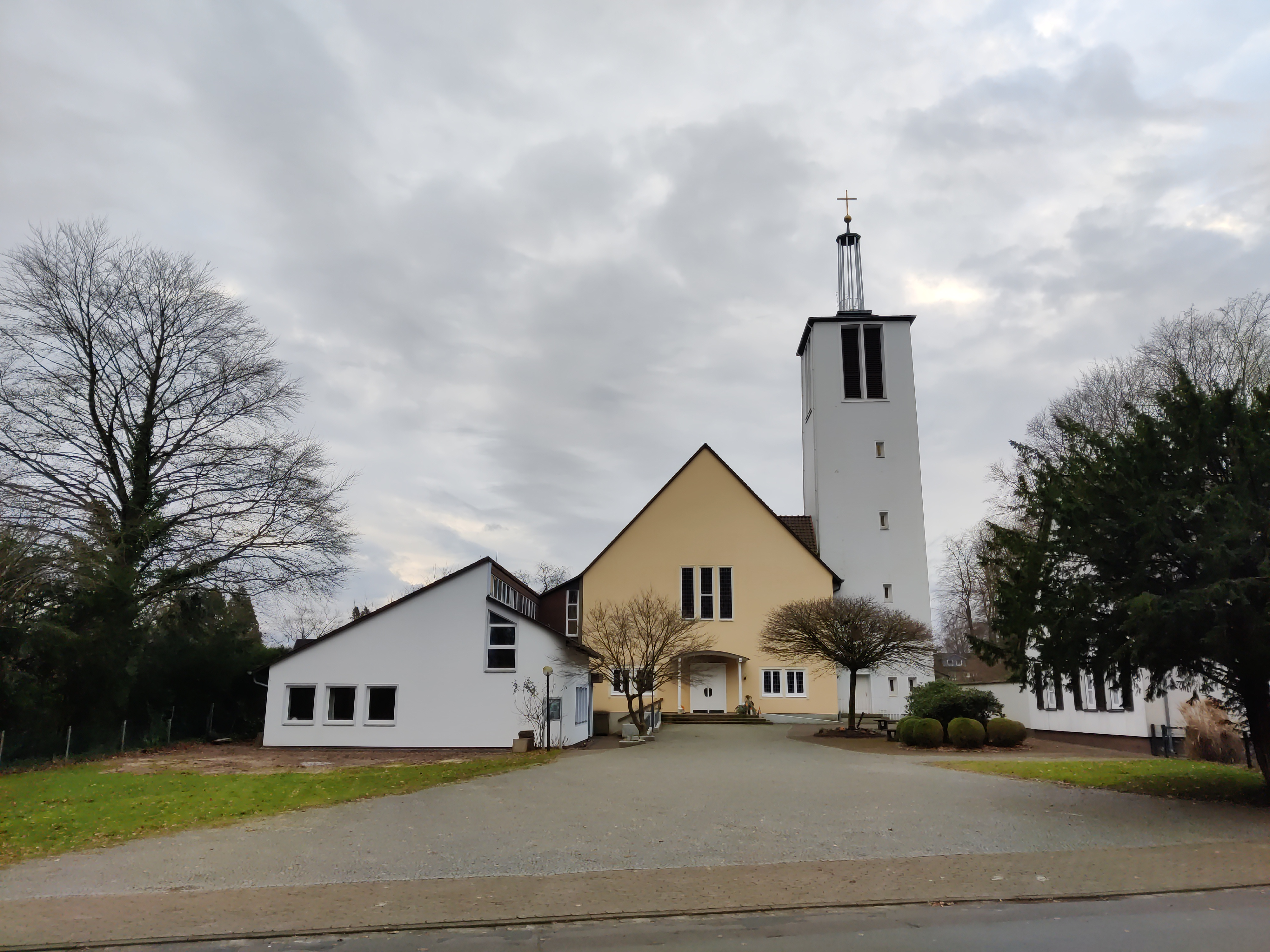
Evangelisch-lutherische Paulus-Kirche in Bomlitz
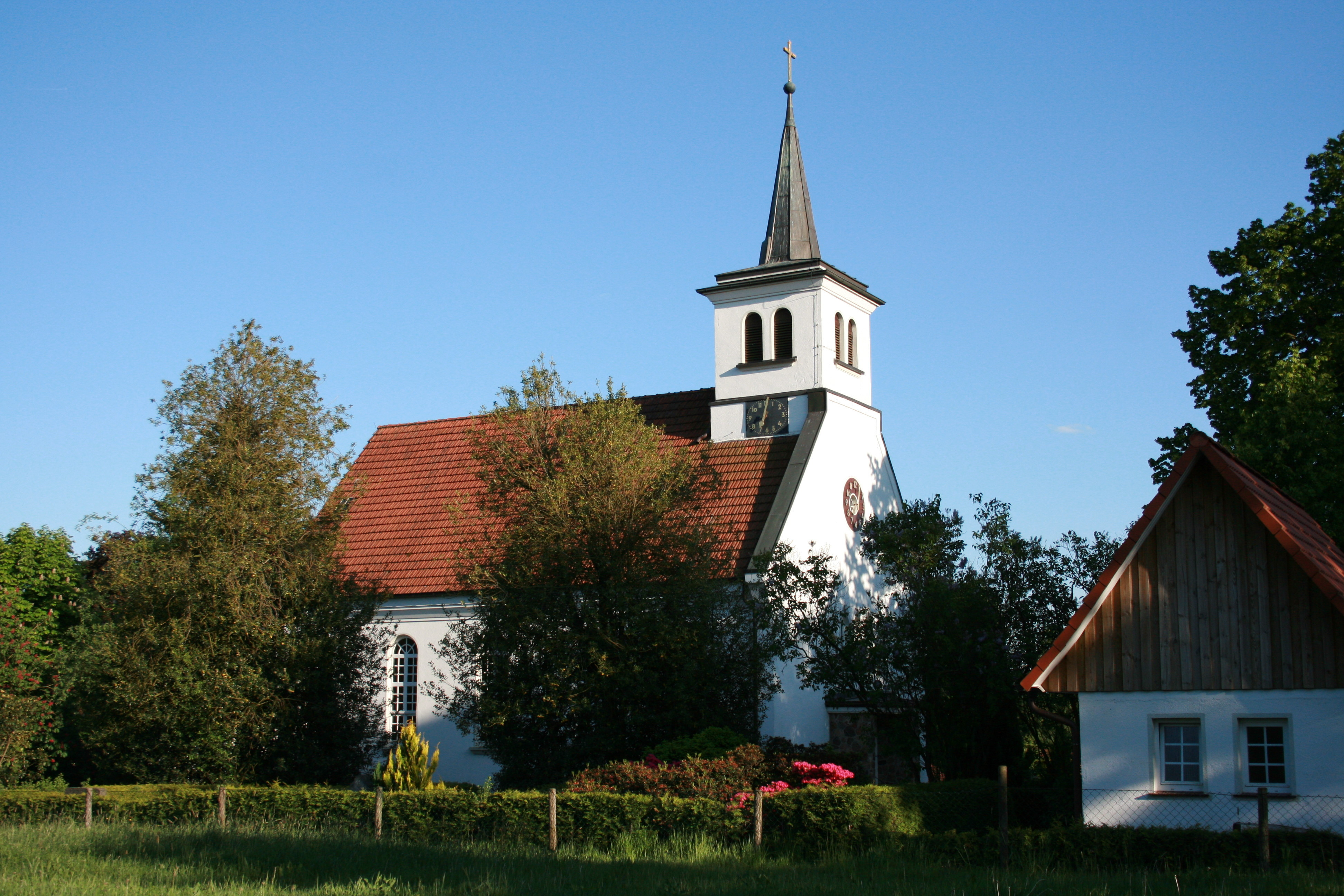
Evangelisch-lutherische Friedenskirche in Bommelsen
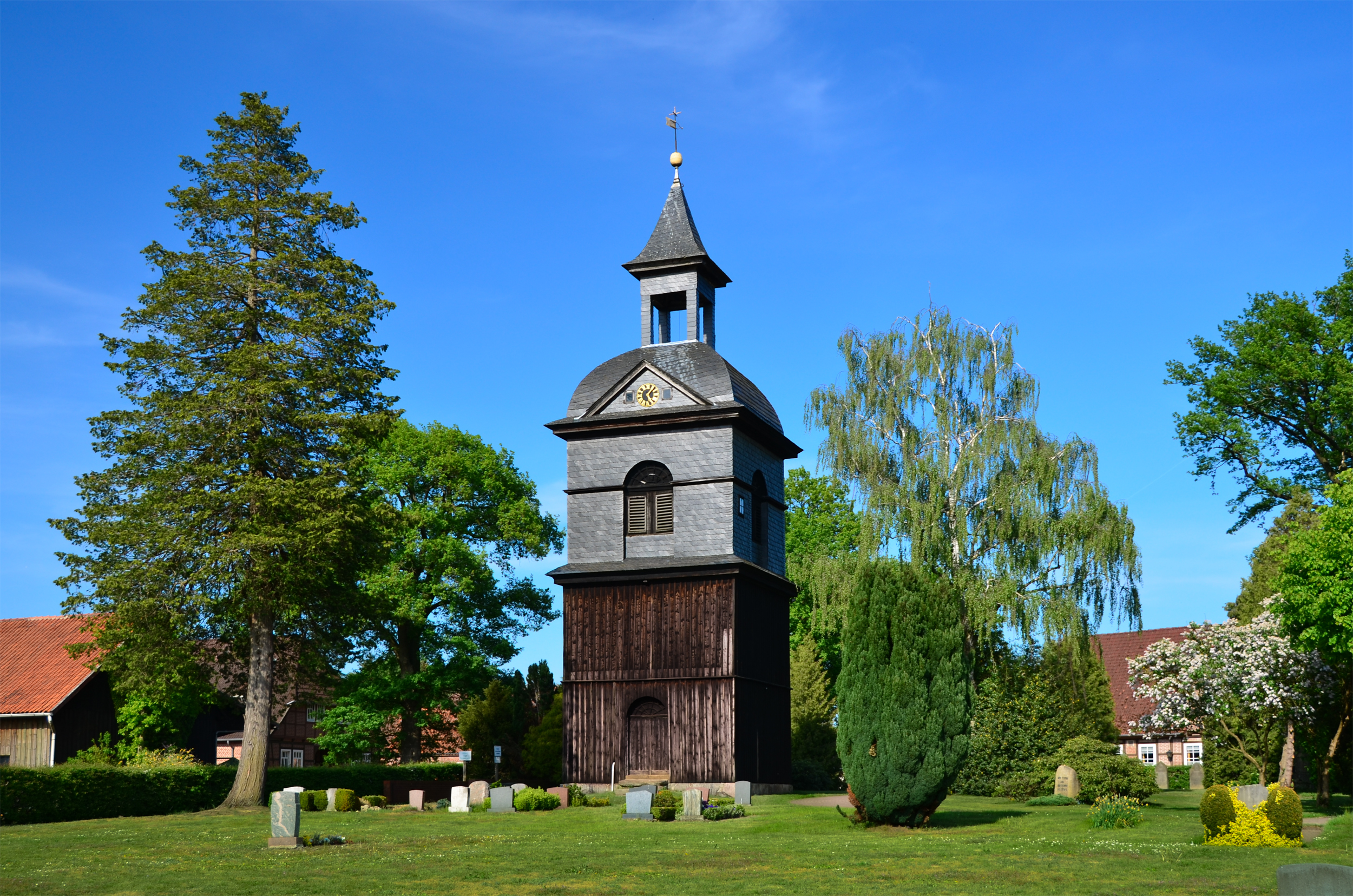
Ev.-luth. St. Johannes-der-Täufer-Kirche in Düshorn
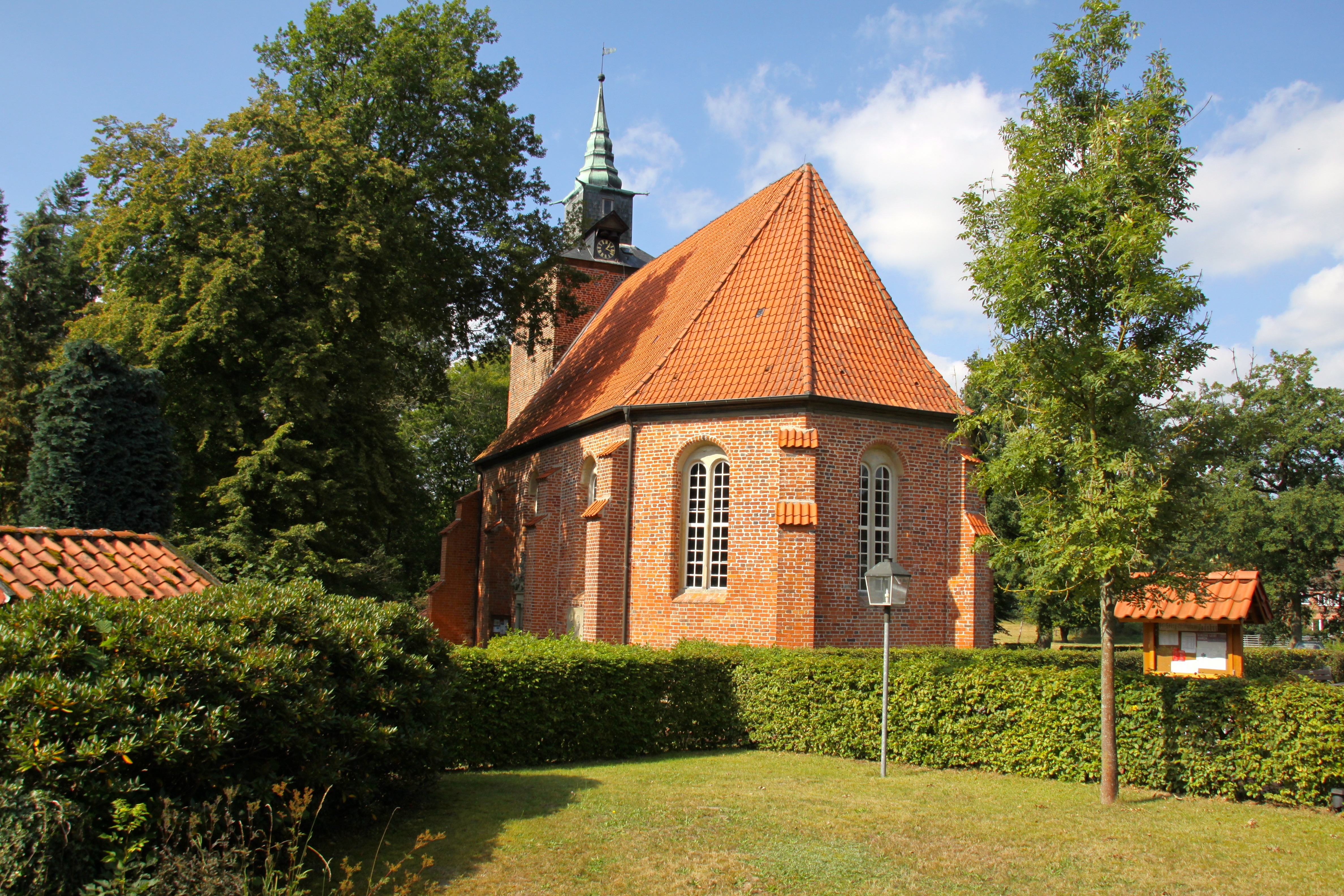
Ev.-luth. St. Georg-Christophorus-Jodokus-Kirche in Stellichte
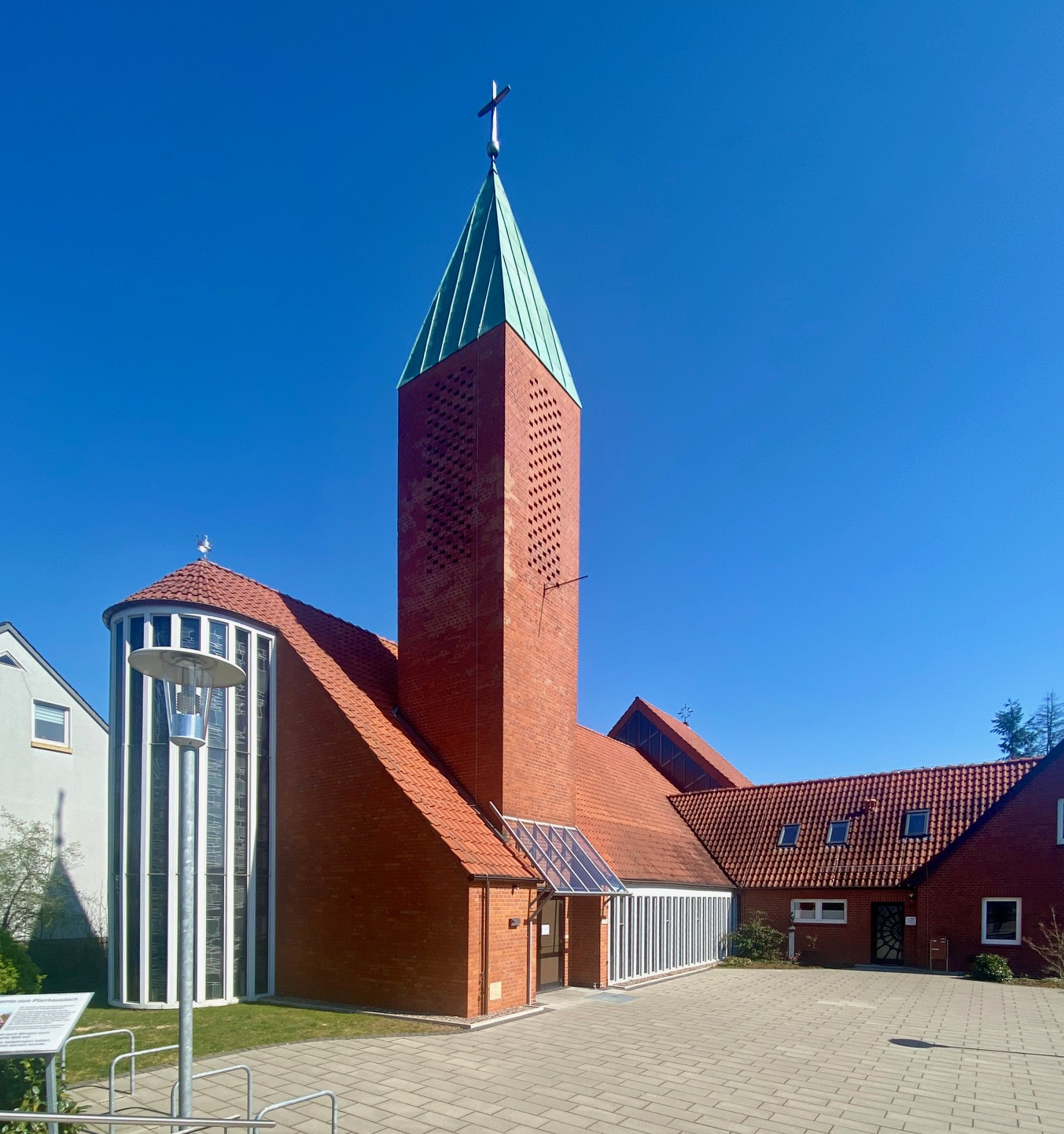
Römisch-katholische Kirche St. Maria in Walsrode
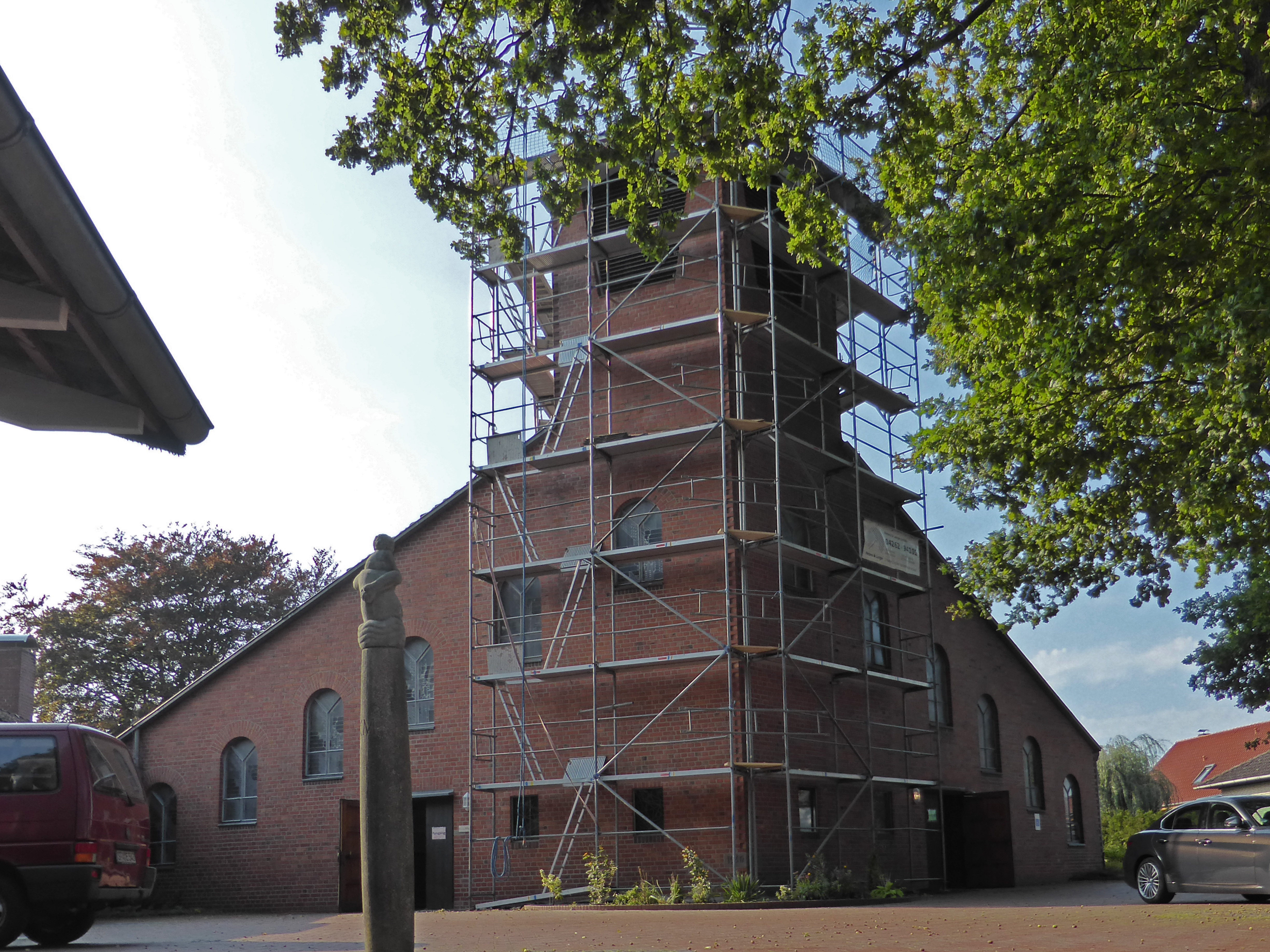
Römisch-katholische Heilig-Geist-Kirche in Benefeld
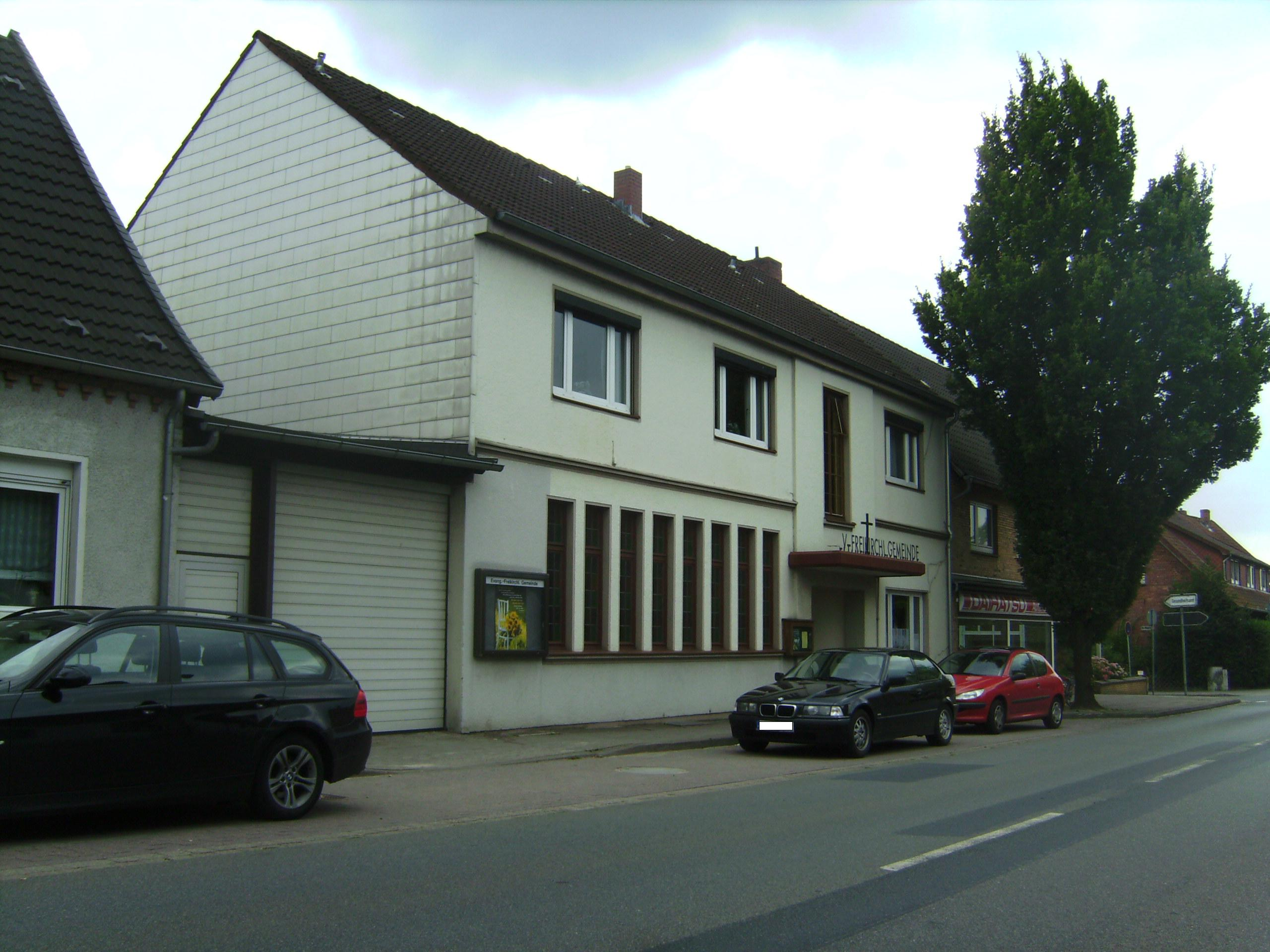
Gemeindehaus der Baptistengemeinde in Walsrode

### Judentum
In der Stadt existierte von 1714 bis 1939 jüdisches Leben, eine Synagoge und ein jüdischer Friedhof.
Die Synagoge in der Langen Straße wurde 1849 fertiggestellt und beherbergte einen Synagogenraum für Gottesdienste, einen Schulraum und Wohnungen. Das Gebäude musste 1939 vom einzigen noch vor Ort lebenden Gemeindevertreter an einen Walsroder Kaufmann weit unter Wert verkauft werden.
Südlich der Innenstadt befindet sich der Jüdische Friedhof Walsrode, auf dem zwischen 1806 und 1938 Bestattungen stattfanden. 2009 ließ sich dort ein in New York geborener Jude bestatten, der zuletzt in Bad Fallingbostel gelebt hatte.
In Walsrode wurden durch den Künstler Gunter Demnig sechs Stolpersteine verlegt, die an jüdische Opfer des Nationalsozialismus erinnern.

## Politik

### Rat
Der Rat der Stadt Walsrode besteht aus 38 Mitgliedern sowie der hauptamtlichen Bürgermeisterin, die ebenfalls stimmberechtigt ist. Dies ist die gemäß § 46 NKomVG festgelegte Anzahl für eine Stadt mit einer Einwohnerzahl zwischen 30.001 und 40.000 Einwohnern. Die 38 Ratsmitglieder werden durch eine Kommunalwahl für jeweils fünf Jahre gewählt.

In Walsrode wurden wegen der Fusion mit der Gemeinde Bomlitz zum 1. Januar 2020 bereits am 8. März 2020 (statt im Herbst 2021) Rats- und Bürgermeisterwahlen durchgeführt. Die Wahlperiode dauert bis zum 31. Oktober 2026.

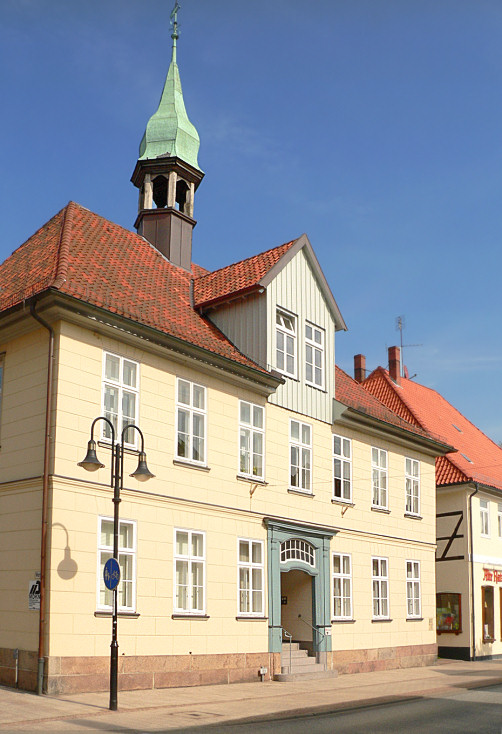
(Ehemaliges) Rathaus von 1758

Nach dem Ergebnis der Kommunalwahl am 8. März 2020 setzt sich der Rat wie folgt zusammen:
| Sitzverteilung ab 2020 im Rat der Stadt WalsrodeInsgesamt 38 Sitze - Linke: 1 - SPD: 12 - Grüne: 5 - FDP: 1 - BLW: 7 - CDU: 10 - AfD: 2 |

### Bürgermeisterin
Hauptamtliche Bürgermeisterin der Stadt Walsrode ist Helma Spöring (parteilos). Sie trat ihr Amt am 1. November 2014 an und löste die bisherige Amtsinhaberin Silke Lorenz (parteilos) ab, die nicht mehr kandidiert hatte. Bei der Kommunalwahl 2020 wurde Helma Spöring ohne Mitbewerber mit 84,16 % der gültigen Stimmen im Amt bestätigt.

### Wappen
| | Blasonierung: „Das Wappen der Stadt Walsrode hat die Form eines Dreiecksschilds. Der Hauptschild enthält die mittelalterliche Klosterkirche in rot auf goldenem (gelbem) Grund mit drei romanischen Fenstern und einer Tür in der Fassade. Im Westwerk der Kirche befinden sich zwei Rundtürme mit je einem romanischen Fenster. Der Ostgiebel weist ein romanisches Fenster und eine Wetterfahne auf. Die Kirche steht auf einem Fundament aus zwei Ziegelreihen. Im Schildfuß befindet sich ein blaues Wellenband, von Schildrand zu Schildrand ziehend, in zwei Schwüngen ein "W" andeutend, und darunter ein Mühlrad mit vier Speichen.“ |
| Wappenbegründung: Das Wappen basiert auf der ältesten bekannten farblichen Darstellung des Walsroder Stadtwappens (rote Kirche auf goldenem Grund). Es wurde im Rahmen des Zusammenschlusses der Stadt Walsrode mit der Gemeinde Bomlitz vom Historiker Thorsten Neubert-Preine neu gestaltet. Es zeigt die mittelalterliche Klosterkirche wie sie auch auf dem ersten, nach der Stadtrechtsverleihung 1383 jahrhundertelang benutzten Siegel der Stadt Walsrode zu sehen ist. Das Mühlrad ist dem alten Wappen der bedeutenden Walsroder Kaufmannsfamilie Wolff entlehnt und steht für die industrielle Entwicklung von Walsrode und Bomlitz. Der ein „W“ andeutende Flusslauf, der dem bisherigen Bomlitzer Wappen entnommen wurde, unterstreicht, dass die Wasserkraft für die Entwicklung der Stadt und ihrer Ortschaften von großer Bedeutung war. Zudem ist die Gründungslegende des Klosters Walsrode mit der im Mittelalter an der Einmündung der Warnau in die Böhme befindlichen Borger Burg verbunden. | |

### Banner und Flagge
|  | 00Banner: „Das Banner ist blau-rot längsgestreift mit dem aufgelegten Wappen oberhalb der Mitte.“ |
|  | 00Hissflagge: „Die Flagge ist blau-rot quergestreift mit dem aufgelegten Wappen in der Mitte.“    |

### Städtepartnerschaften
Walsrode pflegt insgesamt vier Städtepartnerschaften: Mit Gernrode in Sachsen-Anhalt (heute Stadtteil von Quedlinburg), mit der US-amerikanischen Stadt Hibbing in Minnesota, mit der ukrainischen Stadt Kowel und mit der niederländischen Gemeinde Zaltbommel. Durch den Zusammenschluss mit der Gemeinde Bomlitz sind noch die Partnerstädte Blainville-sur-Orne in der Normandie und Kepice in Polen hinzugekommen.

## Kultur und Sehenswürdigkeiten

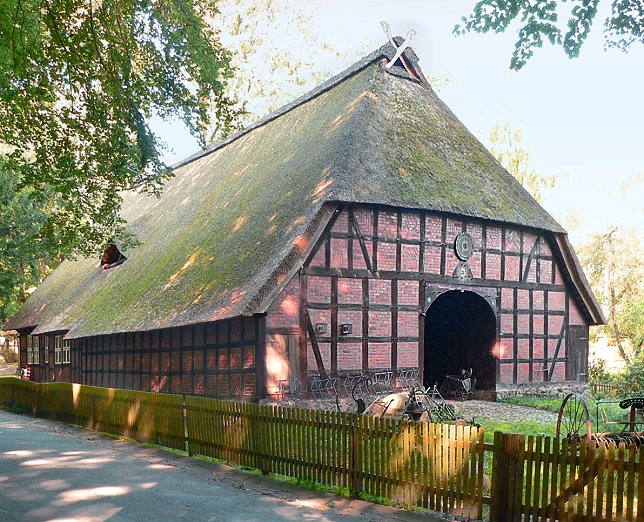
Heidemuseum in einem Hallenhaus

- Hermann-Löns-Denkmal im Tietlinger Wacholderhain zwischen Walsrode und Bad Fallingbostel mit Grab des Dichters Hermann Löns unter einem Findlingsstein
- Weltvogelpark Walsrode im Ortsteil Borg, der weltgrößte Park seiner Art
- Kloster Walsrode, 986 erstmals urkundlich erwähnt, unveränderter Grundriss seit dem 13. Jahrhundert,  ältestes der sechs Lüneklöster, wird seit der Reformation als evangelisches Damenstift genutzt
- Rathausensemble, bestehend aus dem ehemaligen Rathaus von 1758 (Privateigentum, abgebrannte Vorgängerbauten von 1468 und 1660), dem neugotischen Alten Rathaus von 1904 (Tourist-Information, Trauzimmer des Standesamts) und dem heutigen Rathaus von 1978
- Heidemuseum Rischmannshof am Stadtwald Eckernworth, das die Geschichte des bäuerlichen Lebens in der Heide zeigt. Das zu den ältesten deutschen Freilichtmuseen zählende Museum besteht aus einem großen Ausstellungsgebäude in Form eines Hallenhauses (volkstümlich Niedersachsen-Haus) sowie mehreren Nebengebäuden zur Handwerksgeschichte (Tischlerei, Schmiede, Imkerei, Schuhmacherei)
- im Ortsteil Benefeld liegt die Cordinger Mühle am Ufer der Warnau. Die restaurierte Wassermühle gilt als historisch wertvoll. Sie kann für standesamtliche Trauungen genutzt werden

### Baudenkmale
- Liste der Baudenkmale in Walsrode
- Liste der Baudenkmale in Walsrode (Außenbezirke)

### Kunst im öffentlichen Raum
Im Rahmen der Aktion „Kunst in der Stadt“ wurden folgende Objekte erstellt:
- „Sisyphus“ von Mohamed Abla, Ecke Moorstraße/Brückstraße
- Brunnenanlage (zwei Hälften eines Granitfindlings aus Helmsen) von K. M. Twinn (Künstlername), Großer Graben
- „Planetarische Kreisbahnen“, Brunnen, von Wolfgang Schroeder, auf dem Klosterseegelände

Im Rahmen der Städtepartnerschaften:
- „Tabula Solaris“ von Anneke van der Horst (Künstlerin aus der Partnerstadt Zaltbommel), auf dem Klosterseegelände
- „De Schipper“ von Joris Baudion, Geschenk vom Rotary-Club, Partnerstadt Zaltbommel, am Rathaus, Lange Straße 22
- „Romanische Straße“ von Wolfgang Dreysse, Partnerstadt Gernrode, in der Bürgerhalle des Rathauses, Lange Straße 22

Weitere Kunstwerke:
- „Januskopf“ von Wolfgang Schroeder, vor der Stadthalle, Robert-Koch-Straße 1
- „3 Flamingos“ von Gwendolyn L. Blume, beim Brunnen vor dem Rathaus, Lange Straße 22
- Edelstahlskulptur von Reinhard Mund (Eigentum der Galerie Hohmann), auf dem angemieteten Gelände der Galerie Hohmann, Ecke Hannoversche Straße/Saarstraße
- „Karyatide“ von Max Saug beim Gebäude Poststraße 5
- Kunstobjekt der Schüler eines Leistungskurses des Gymnasiums Walsrode an der Außenwand des Gebäudes an der Ecke Moorstraße/Großer Graben
- Kunstobjekt mit Signatur: ST. 1974, Böhmebrücke, Ostdeutsche Allee (als „Kunst am Bau“ des Schulzentrums Walsrode, Eigentum des Landkreises Heidekreis)
- Hermann Löns in Bronze von Marlies Leonardy Rex, etwa bei dem Haus Hermann-Löns-Straße 9/Eckernworth. Einweihung am 2. September 2006 (140. Geburtstag von Löns), Geschenk des Löns-Verbandes an die Stadt Walsrode

### Sport
2021 bewarb sich die Stadt als Host Town für die Gestaltung eines viertägigen Programms für eine internationale Delegation der Special Olympics World Summer Games 2023 in Berlin. 2022 wurde sie als Gastgeberin für Special Olympics Montenegro ausgewählt. Damit wurde sie Teil des größten kommunalen Inklusionsprojekts in der Geschichte der Bundesrepublik mit mehr als 200 Host Towns.

## Wirtschaft und Infrastruktur

### Ansässige Unternehmen
- Der Weltvogelpark ist ein bedeutender Arbeitgeber in Walsrode.
- Industriepark Walsrode in Bomlitz
- Kruse Logistik

### Bildung
Als allgemeinbildende Schulen verfügt Walsrode über drei Grundschulen in der Kernstadt und jeweils eine Grundschule in den Ortsteilen Benefeld, Bomlitz, Düshorn und Kirchboitzen, zwei Oberschulen und ein Gymnasium (Gymnasium Walsrode) sowie drei Förderschulen. Daneben gibt es die berufsbildenden Schulen. Seit dem Schuljahr 2012/2013 ersetzt die Oberschule Walsrode die Realschule und die Hauptschule.
- Grundschule am Markt
- Grundschule Benefeld
- Grundschule Bomlitz
- Grundschule Düshorn
- Grundschule Süd
- Grundschule Vorbrück
- Gymnasium Walsrode
- Felix-Nussbaum-Schule, Oberschule
- Oberschule Bomlitz
- Freie Waldorfschule Benefeld
- Ita-Wegman-Schule Benefeld
- Hans-Brüggemann-Schule, Förderschule Lernen mit Förderklassen Sprache
- Berufsbildende Schulen Walsrode
- Klaus-Dieter-Haehn-Schule, Tagesbildungsstätte – Schulische Förderung für Kinder und Jugendliche mit geistiger Behinderung
- Pestalozzi-Schule, Förderschule für emotionale und soziale Entwicklung, Förderschule für geistige Entwicklung
- Montessori-Grundschule Walsrode
- ver.di Bildungs- und Tagungszentrum
- Volkshochschule Heidekreis

### Öffentliche Einrichtungen

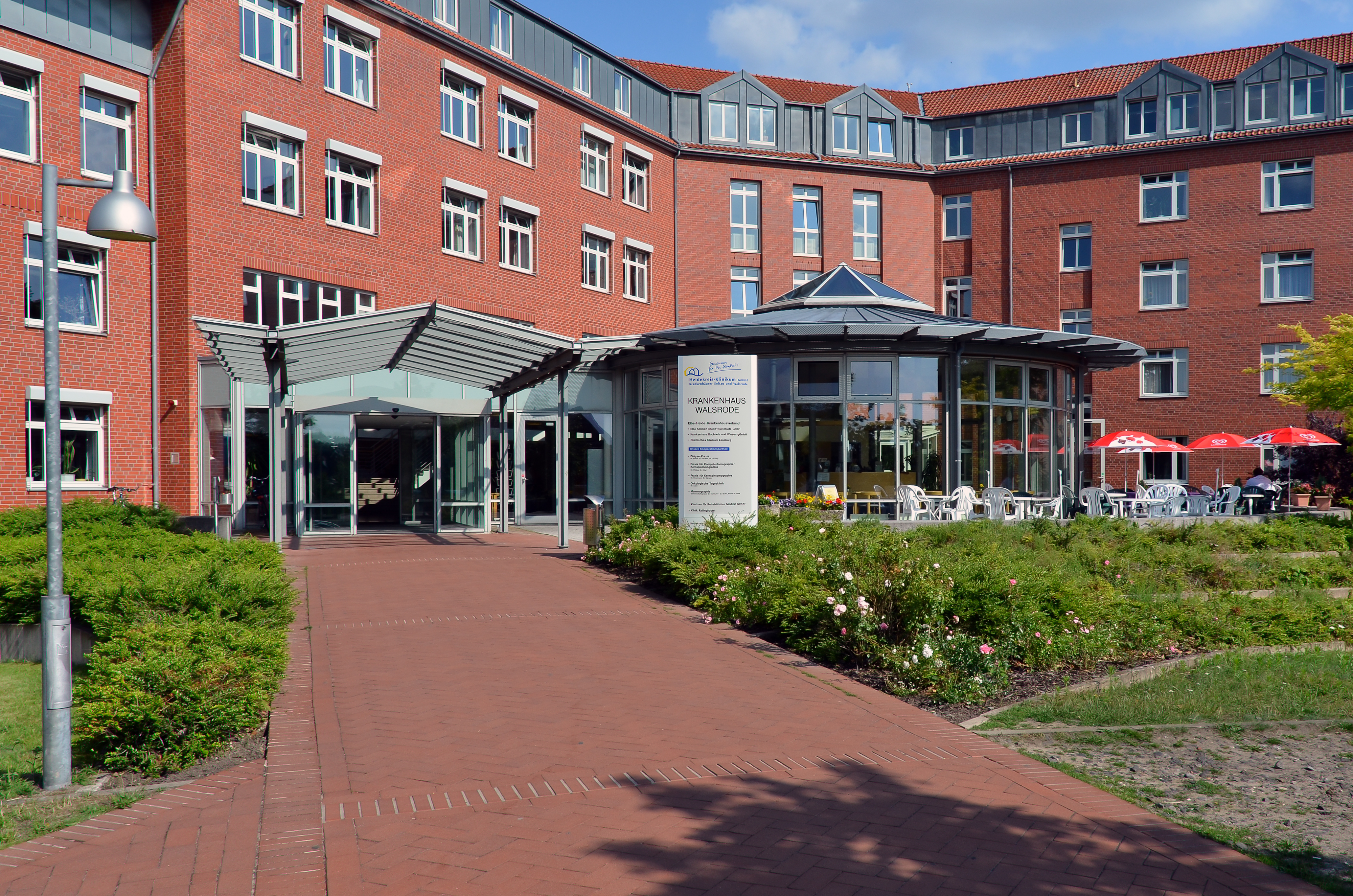
Klinikum

Walsrode ist ein Standort des Heidekreis-Klinikums.

### Verkehr

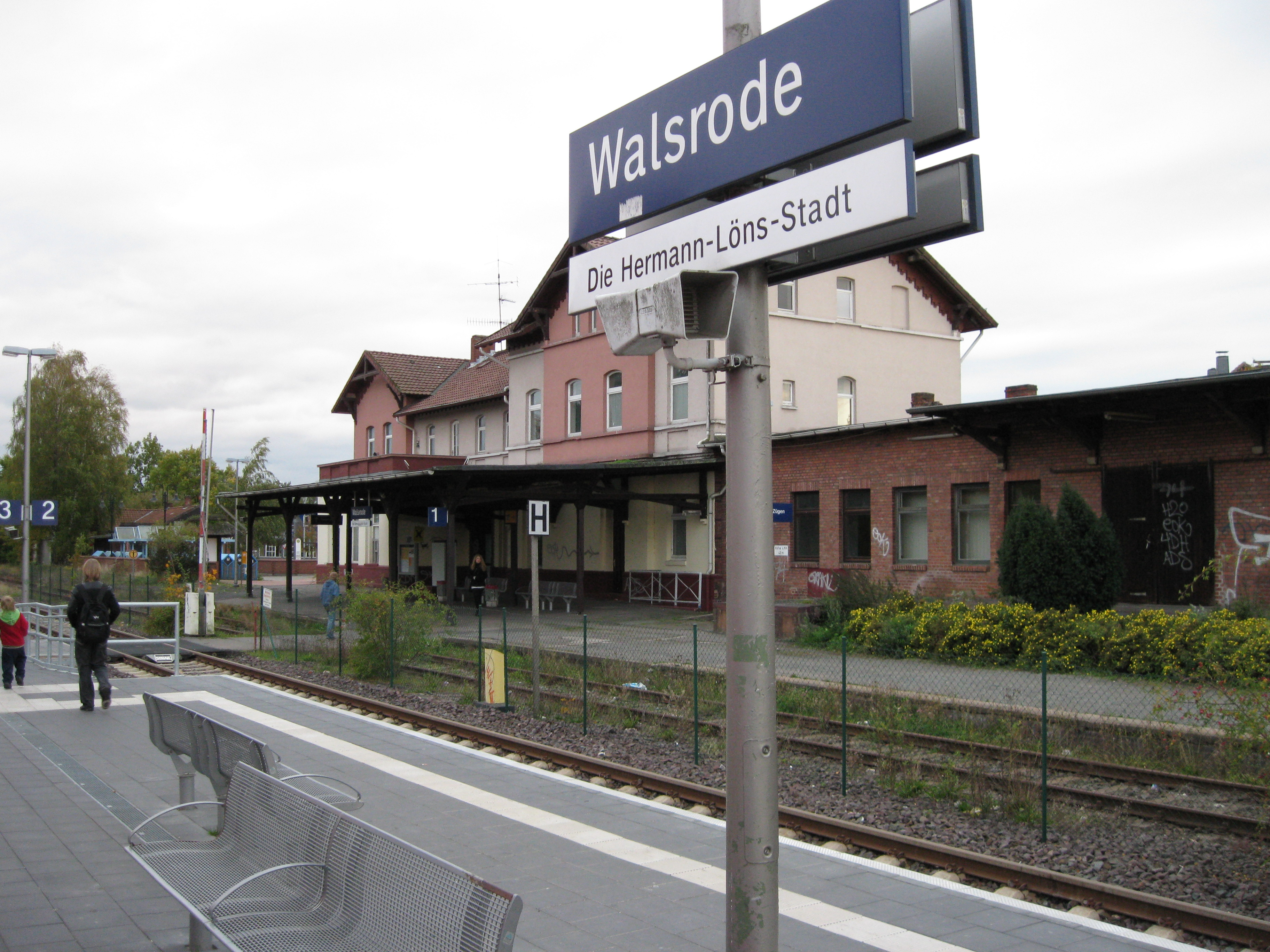
Bahnhof Walsrode

Walsrode liegt an den Autobahnen A 7 und A 27, die hier das Walsroder Dreieck bilden. Ferner ist Walsrode über die Bundesstraßen B 209 und B 440 zu erreichen.
Walsrode hat einen Bahnhof an der Heidebahn. Früher bestanden Verbindungen nach Verden (Aller) über die Bahnstrecke Verden (Aller)–Walsrode Nord (heute Güterverkehr nach Böhme), nach Bomlitz über die Bahnstrecke Bomlitz–Walsrode und nach Visselhövede über die Bahnstrecke Bremervörde–Walsrode (heute größtenteils abgebaut).
Die geplante Schnellfahrstrecke Hamburg/Bremen–Hannover („Y-Trasse“) hätte an Walsrode vorbeiführen sollen, Stadt und Landkreis forderten einen Bahnhof an dieser Fernstrecke.
Etwa 2,5 km nördlich des Stadtzentrums liegt der Flugplatz Walsrode-Luisenhöhe.

## Persönlichkeiten

### Söhne und Töchter der Stadt
- Hans Brüggemann (um 1480–um 1540), Bildschnitzer des 16. Jahrhunderts im heutigen Schleswig-Holstein
- Hermann Kregel (um 1525–1593), Theologe, Schüler Luthers, Superintendent
- Hans Gödecke (vor 1572–nach 1595), Maler
- Claus Dietrich von Sperreuth, auch Sperreuter oder Sperreuth geschrieben, Feldherr während des Dreißigjährigen Krieges
- Georg Ernst Levin Reichsgraf von Wintzingerode (1752–1834), 1806–1816 Erster Minister im Königreich Württemberg
- Wilhelm Kern (1777–1834), Philosoph und Privatdozent in Göttingen
- Ludwig Harms (1808–1865), ev.-luth. Pastor, Evangelist, Erweckungsprediger, „Erwecker der Heide“, Gründer der Hermannsburger Mission
- Friedrich Grütter (1820–1899), Bürgermeister von 1856 bis 1871, danach Schriftsteller
- Heinrich Friedrich Plate (1824–1895), Lithograf und Fotograf
- Oskar Wolff (1858–1943), Industrieller und Politiker
- Hermine Overbeck-Rohte (1869–1937), Malerin
- Hans Stuhlmacher (1892–1962), Heimatpfleger im Kreis Fallingbostel, Pädagoge und Wehrmachtsoffizier
- Hans Isernhagen (1897–1960), Politiker (DP)
- Berta Moerschner (1913–2009), Schauspielerin, Synchronsprecherin in Leipzig
- Günter Becker (* 1930), Diplom-Ingenieur, Geschäftsführer der Norddeutschen Schleifmittel-Industrie Christiansen & Co. in Hamburg und Vorsitzender vom Verband Deutscher Schleifmittelwerke in Bonn
- Martin Haspelmath (1935–1996), Orgelbaumeister
- Martin Kind (* 1944), Geschäftsführer und Präsident von Hannover 96 und Inhaber einer Hörgeräte-Firma
- Wolfgang Erdmann (1945–2003), Archäologe, Kunsthistoriker und Sachbuchautor
- Thomas Ott (* 1945), Musikpädagoge
- Konrad Sabrautzky (* 1948), deutscher Regisseur und Drehbuchautor
- Maren Kroymann (* 1949), Schauspielerin
- Rosa Precht (1952–1991), Songschreiberin, Sängerin
- Walter Huhn (* 1958), Generalmajor der Luftwaffe
- Ulrich Maidowski (* 1958), Richter am Bundesverwaltungsgericht
- Gaby Papenburg (* 1960), Fernsehmoderatorin
- Hans-Christoph Reiss (* 1960), Ökonom und Hochschullehrer
- Andrea Hoops (* 1961), Politikerin (Bündnis 90/Die Grünen), Staatssekretärin in Niedersachsen
- Susanne Kathlen Mader (* 1964), Malerin
- Thorsten Neubert-Preine (* 1965), Historiker
- Kai Dittmann (* 1966), Sportreporter
- Carolin Kirsch (* 1967), Politikerin (SPD)
- Christian Tietje (* 1967), Jurist und Professor für Öffentliches Recht, Europarecht und Internationales Wirtschaftsrecht
- Reinhard Müller (* 1968), Jurist und Journalist
- Bettina Lohmeyer (* 1969), Schauspielerin
- Stephan Heinemann (* 1970), Autor, Verfasser mehrerer Schriften besonders zu Walsroder Themen
- Frank Glorius (* 1972), Chemiker und Professor für Organische Chemie an der Universität Münster
- Alfred Dannenberg (* 1976), Politiker (AfD)
- Sebastian Zinke (* 1981), Politiker (SPD)
- Julian Monaco (* 1989), Politiker (NPD)
- Onur Ayık (* 1990), Fußballspieler

### Persönlichkeiten, die in der Stadt gewirkt haben

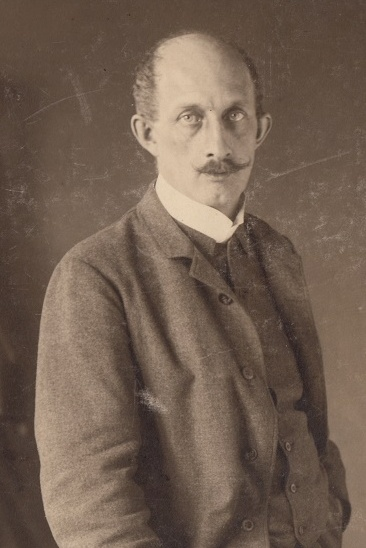
Hermann Löns

- Hermann Löns (1866–1914), Journalist und Schriftsteller, Heide-Dichter, seit 1893 viele Aufenthalte in Walsrode, 1935 Beisetzung im Tietlinger Wacholderhain bei Walsrode
- Hubertus Schmoldt (* 1945), Vorsitzender der Gewerkschaft IG Bergbau, Chemie, Energie, ging in Walsrode zur Schule
- Drafi Deutscher (1946–2006), Sänger, lebte etwa zwei Jahre in Walsrode
- Lilo Wanders (eigentlich Ernie Reinhard; * 1955), Schauspieler und Travestiekünstler, ging in Walsrode zur Schule
- Lisa Politt (* 1956), Kabarettistin, Trägerin des Deutschen Kleinkunstpreises 2005, ging in Walsrode zur Schule
- Jürgen Windeler (* 1957), deutscher Arzt und klinischer Epidemiologe, ehem. Leiter des IQWIG
- Gernot Erler (1935–2011), Pädagoge und Heimatforscher, Kunstdenkmalpfleger des Landkreises Heidekreis